# ویرانی در بهشت
ویرانی در بهشت (انگلیسی: Havoc in Heaven) فیلمی در ژانر خیال‌پردازی به کارگردانی وان لایمینگ است که در سال ۱۹۶۱ منتشر شد.